# 抗日战争第二战区
抗日战争第二戰區是指1937年盧溝橋事變爆發後，為了因應戰爭形勢，中華民國國民政府於中國境內劃分；與日軍作戰的戰區之一。最初第二戰區所轄範圍為山西及察哈爾，後來視戰爭實際情況，第二戰區分別於1938年、1939年與1944年做過三次相當大規模的更動。

## 1937年
中國戰區首次劃分是在日軍迅速佔領北平與天津，且中華民國政府確定與日謀和落空之後。
1937年8月20日国民党政府颁发大本营关于国军战争指导方案，成立第二战区，阎锡山为司令长官。10月13日黃紹竑为副司令长官。作战地境为山西省、察哈爾省及綏遠省。战区参谋长朱绶光，军法总监张培梅，参谋处处长楚溪春，副官长冯鹏翥。「并由本區司令長官分達該區各集團軍各司令」。
- 第6集團軍：杨爱源 副总司令孙楚
  - 33A 孙楚兼 S3B 章拯宇 S8B 孟宪吉 73D 刘奉滨
  - 34A 杨澄源 196B 姜玉贞 202B 宋鑫堂 71D 郭宗汾
  - N2D 金宪章( 1936.3 宋哲元派金宪章为卧底，1936年12月反正，改为新编第2师)
  - 宪兵团
- 第7集團軍：傅作義 参谋长陈秉谦 副总司令刘汝明 前敌总指挥汤恩伯
  - 35A 傅作义兼 211B 孙兰峰 218B 董其武 202B 田树梅
  - 61A 李服膺 ( 守天镇) 101D 李俊功 S200B 刘𩡝馥 400团（李生润）
  - K1A 赵承绶 K1D 彭毓斌 K2D 孙长胜
- K6A 门炳岳(中央军)
- 72D 陈长捷 辖208B 吕瑞英 217B 梁春溥
- S7B 马延守
- 13A 汤恩伯 4D 王万龄 89D 王仲廉
- 68A 刘汝明 143D 刘汝明兼 S40B 高子明
- 94D 朱怀冰
- N5B 安华亭
- N2B 石玉山
- N6B 王子修
- 預備軍 阎锡山
- 209B 段树华
- 第18集團軍（朱德）
- 第十四集团军：1937年9月10日由第三军和第八十三、第八十五师编成。10月2日从河北驰援参加忻口会战，卫立煌任前敌总指挥，在中央地带正面防御。11月2日娘子关告急，退至晋南，为第二战区南路军、卫立煌为南路军前敌总指挥。
  - 总司令卫立煌
  - 第九军
  - 第十五军
  - 第十七军高桂滋 辖84D高桂滋兼  21D 李仙洲
  - 第十九军 王靖国 205B 杜坤 S2B 方克猷 72D 陈长捷
  - 第一九六旅
  - 炮兵第二十七团
- 第十四军团1937年9月以冯钦哉第二十七路军编成。10月初石家庄沦陷后即退至山西娘子关。
  - 军团长冯钦哉
  - 第四十二师,师长柳彦彪
  - 第一六九师,师长武士敏

自9月13日大同失守至11月8日太原陷落,该战区进行了太原会战，中方参战部队有第二、第六、第七、第十四、第十八、第二十二等6个集团军(共15个军、42个师、11个旅)，约30万人,历经平型关战斗、忻口防御战和正太线防御战等战斗，消灭敌军2万余人。

## 1938年
1938年，增援日軍迅速於華北取得優勢，並在佔領上海後，切斷中國軍隊之華北運輸線。為此，同年1月發表的1938年國民革命軍戰鬥序列當中，將第二戰區的區域略作更動，變成以山西及陝西北部為主，其戰鬥序列為
- 司令長官：閻錫山
- 作戰地區：山西
  - 南路前敵總司令：衛立煌
  - 北路前敵總司令：傅作義
  - 第十八集團軍總司令：朱德
- 共轄27個步兵師，3步兵旅，3騎兵師；不含特種部隊。
- 敵後戰場建制第七游擊縱隊、陝東河防游擊縱隊、河北民軍等[2]:409-410。

1938年2月,日军进犯晋西, 205旅旅长赵锡章、团长刘崇一阵亡，军法执行监张培梅要追责处死王靖国,阎不同意,张培梅遂服毒自杀。
1938年春，准备反攻太原，因日军增援而取消，此时部队序列如下：
- 卫立煌任南路军前敌总司令，辖14、93、15、19军；
- 傅作义任北路前敌总司令，辖35军、新2师、骑2军、18集团军；
- 长官部直辖66、71师，33、34军等。

第三十三军团：1938年6月以第十四、第九十三军编成。
- 军团长李默庵，参谋长刘嘉树
- 第十四军：军长卫立煌/1937年9月7日李默庵/1938年6月陈铁
  - 第八十五师：1938年3月调隶第九十三军。师长陈铁/1938年6月陈鸿远
  - 第十师：师长李默庵/1937年9月彭杰如
- 第九十三军：1938年3月以第八十三、第九十四师合编而成。刘戡任军长，朱怀冰任副军长。5月因第九十四师在豫北不能归属该军，乃取消朱怀冰副军长职。6月另以第九十四师等部编成第九十七军。第九十三军只辖第八十三师和独立第五旅。
  - 第八十三师：师长刘戡/1938年3月陈武

第三十五军团：1938年7月以第三军编成，曾万钟任军团长。
1938年12月, 二战区撤往陕西宜川秋林镇。辖4个集团军，7个军、24个师、13个独立旅、5个炮兵团，骑兵、工兵和技术兵团各1个团。
1938年，全省划分为4个“山西省第某游击战区行署”。
1938年12月傅作义任第8战区副司令长官，脱离晋军。

## 1939年
- 司令長官：閻錫山
- 朱德、杨爱源为二战区副司令长官
- 作戰地區：山西省及陝西省一部份
  - 第14集團軍：衛立煌
  - 第4集團軍孫蔚如
  - 第5集團軍曾萬鐘
  - 第9軍郭寄峤（戰區直轄）
  - 第6集團軍：楊愛源
  - 第7集團軍傅作義
  - 第18集團軍朱德

兵力：辖4个集团军，5个军和骑兵军。32步兵師、14步兵旅、5騎兵師、3騎兵旅，其他特種部隊或地方部隊在外
1939年5月，刘绍庭任兵站总监。

## 1940年
1940年整编为4个集团军、8个军、24个师、6个游击纵队、2个独立旅、5个炮兵团、2个工兵团、1个骑兵团、1个狙击总队。

## 1942年
阎锡山提出“晋西大保卫战”,成立7个国民兵督导员纵队（挺进纵队）及甲、乙、丙三种据点。1942年整编为3个集团军，8个军、18个师、2个政卫师、1个独立旅、4个国民兵团督导员纵队（后为7个纵队）、13个据点守备队、5个炮兵团、3个工兵团、1个机枪团。

## 1944年
- 司令長官：閻錫山
  - 第6集團軍：楊愛源
  - 第7集團軍趙承綬
  - 第8集團軍孫楚
  - 第13集團軍王靖國
  - 第18集團軍：朱德
  - 直屬暨特種部隊

## 1945年（受降區）
第二戰區：陝西
日軍戰俘集結：曲陽

## 1946年
1946年初，阎锡山对晋军进行整编，由原来4个集团军、8个军、24个师整编为3个集团军、5个军、15个师，另有直属及特种部队。 
- 第六集团军 总司令 王靖国 副总司令 刘奉滨
  - 第六十一军 军长 王靖国
    - 第66师 师长 娄福生
    - 第69师 师长 周建祉
    - 第72师 师长 艾子谦
- 第七集团军 总司令 赵承绶 副总司令 于镇河
  - 第十九军 军长 杨爱源
    - 第68师 师长 许鸿林
    - 暂编第37师 师长 雷仰温
    - 暂编第40师 师长 王乾元

  - 第三十三军 军长 赵承绶
    - 第71师 师长 沈瑞
    - 暂编第38师 师长 韩步洲
    - 暂编第46师 师长 陈震东
- 第8集团军 总司令 孙楚 副总司令 楚溪春
  - 第三十四军 军长 孙楚
    - 第73师 师长 高倬之
    - 暂编第44师 师长 卫玉崑
    - 暂编第45师 师长 赵恭

  - 第四十三军 军长楚溪春
    - 第70师 师长 刘效曾
    - 暂编第39师 师长 贾宗宣
    - 暂编第49师 师长 赵世玲
- 第8总队 总队长 赵瑞
- 第9总队 总队长 荆宣
- 炮兵指挥处 指挥 高斌
  - 野炮营
  - 重迫炮团
- 工程兵 司令 程继宗
  - 工兵第1团
  - 工兵第2团
- 特务团
- 机枪团
- 机甲队

## 撤销
1947年3月，撤销第二战区，由太原綏靖公署负其责。3个集团军，12个军、36个师、5个炮兵团，机炮、辎重和示范各1个团、2个工兵团。

### 引用
1. ↑  《大本營頒國軍戰爭指導方案訓令》，1937年8月20日。
2. ↑  劉鳳翰：〈論抗戰期間國軍游擊隊與敵後戰場〉，《近代中國》第90期，刊張玉法：《中華民國史稿》，台北：聯經出版，1998年6月，ISBN 978-957-08-1826-0，